# Парк скульптуры (Калининград)
Парк скульпту́ры — парк и музей под открытым небом в Калининграде, является филиалом Калининградского историко-художественного музея.
Расположен в западной части острова Кнайпхоф (остров Канта, Центральный остров). Площадь парка составляет 12 га.
Парк скульптуры был образован в 1984 году.
Коллекция парка состоит из примерно тридцати скульптур, в число которых входят памятники деятелям культуры — композиторам, писателям, поэтам. Некоторые из скульптур были утрачены в результате вандализма или краж.
Парк интересен также произрастающими в нём растениями. Здесь можно увидеть деревья и кустарники разнообразных видов — всего более 1030 экземпляров, происходящих из Европы, Северной и Южной Америки, Японии, Монголии, Афганистана, Балкан. Таким образом парк скульптуры одновременно является дендрарием. Деревья и кустарники высажены на месте разрушенных во время войны кварталов Кнайпхофа в основном в 1960-х годах.
Будущее парка скульптур пока неопределённо. В соответствии с принятым в 2008 году планом реконструкции центра города, на Кнайпхофе будет возрождена историческая застройка, разрушенная во время войны и позднее не восстанавливавшаяся. Однако судя по компьютерному рисунку проекта застройки острова, застроена будет только западная часть, в то время как на восточной части сохранятся зелёные насаждения (по крайней мере на рисунке они закрашены зелёным цветом). Предлагалось также обнажить фундаменты когда-то стоявших там зданий или подстричь растущие на острове деревья так, чтобы по форме и профилю они повторяли крыши уничтоженного города.

## Галерея

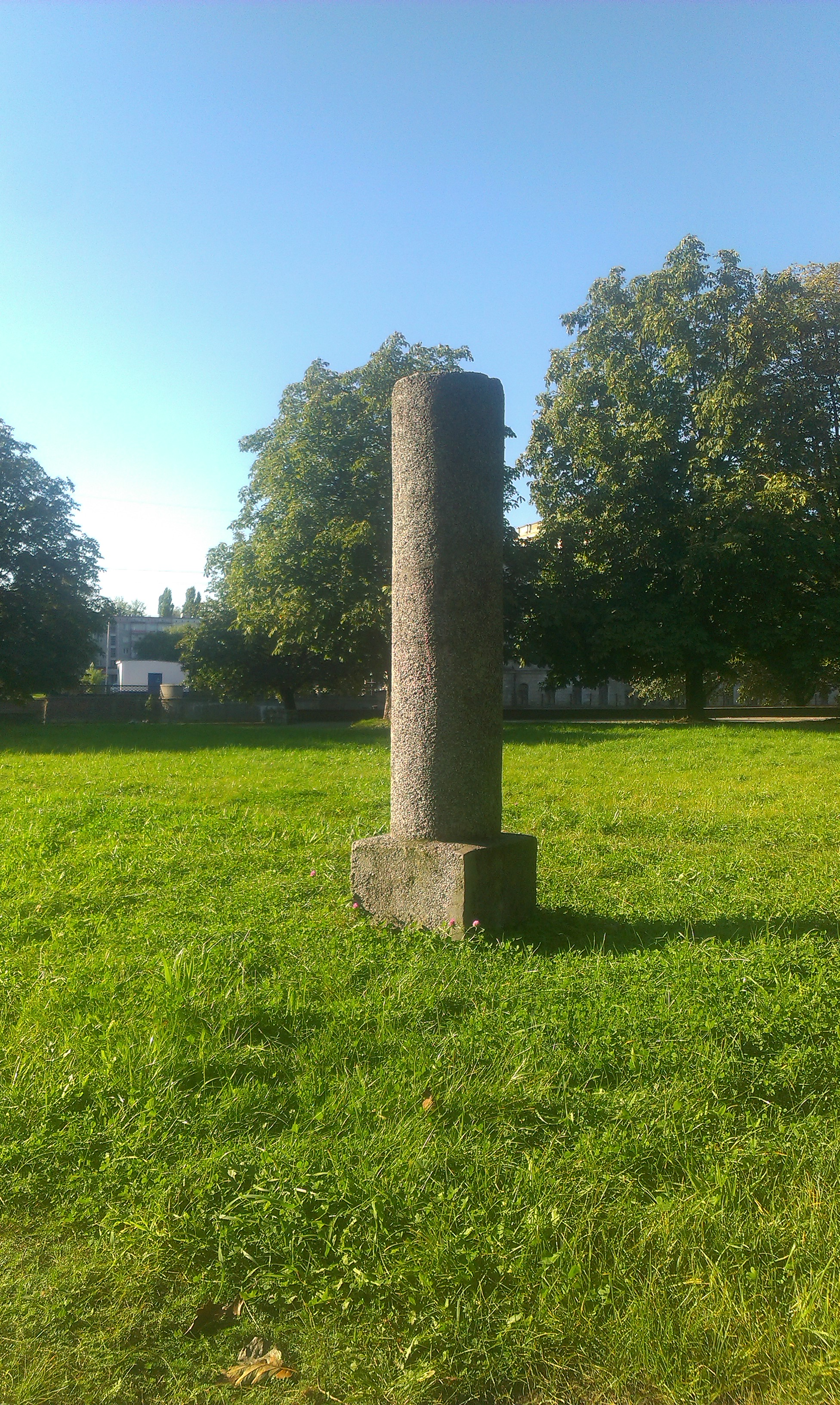
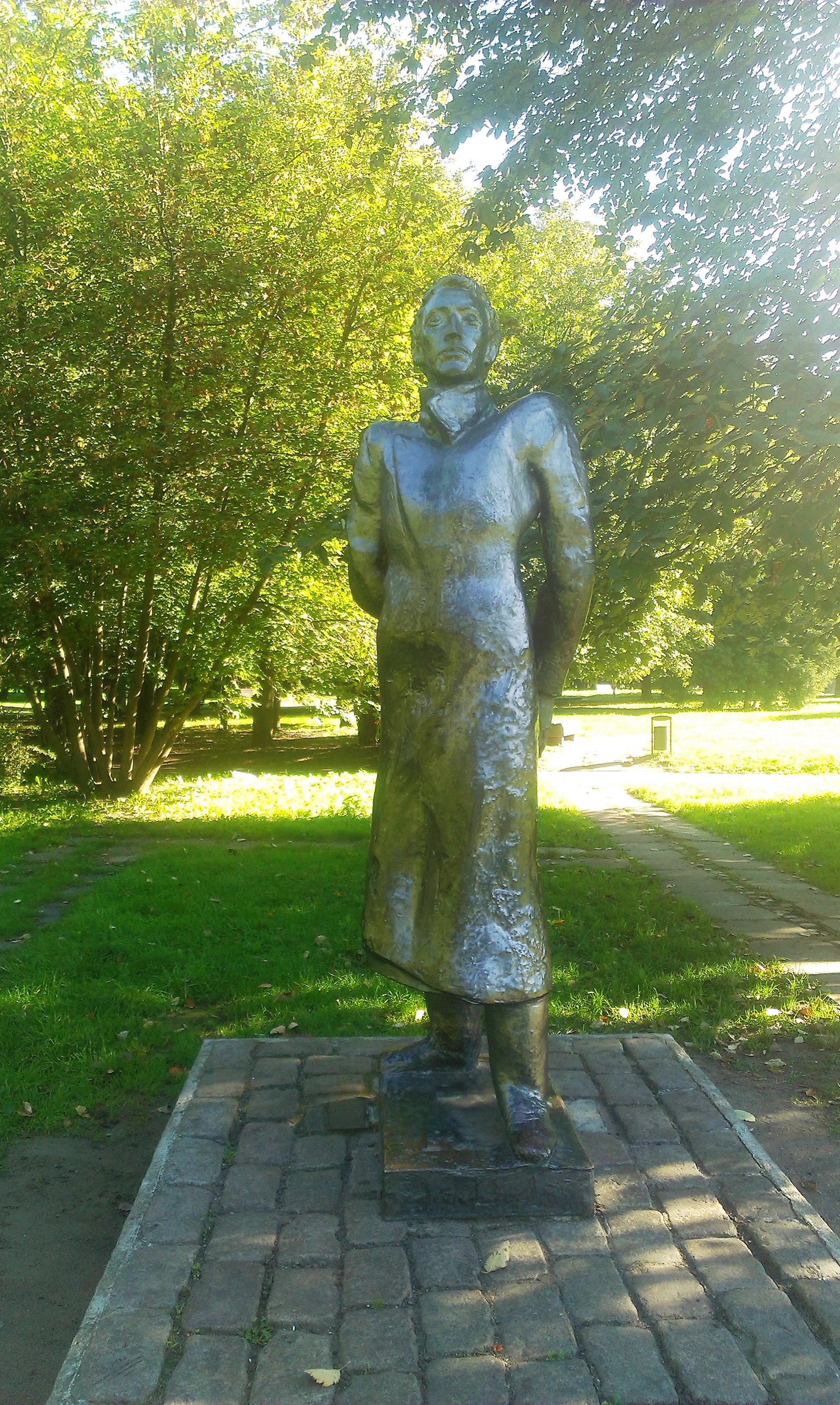
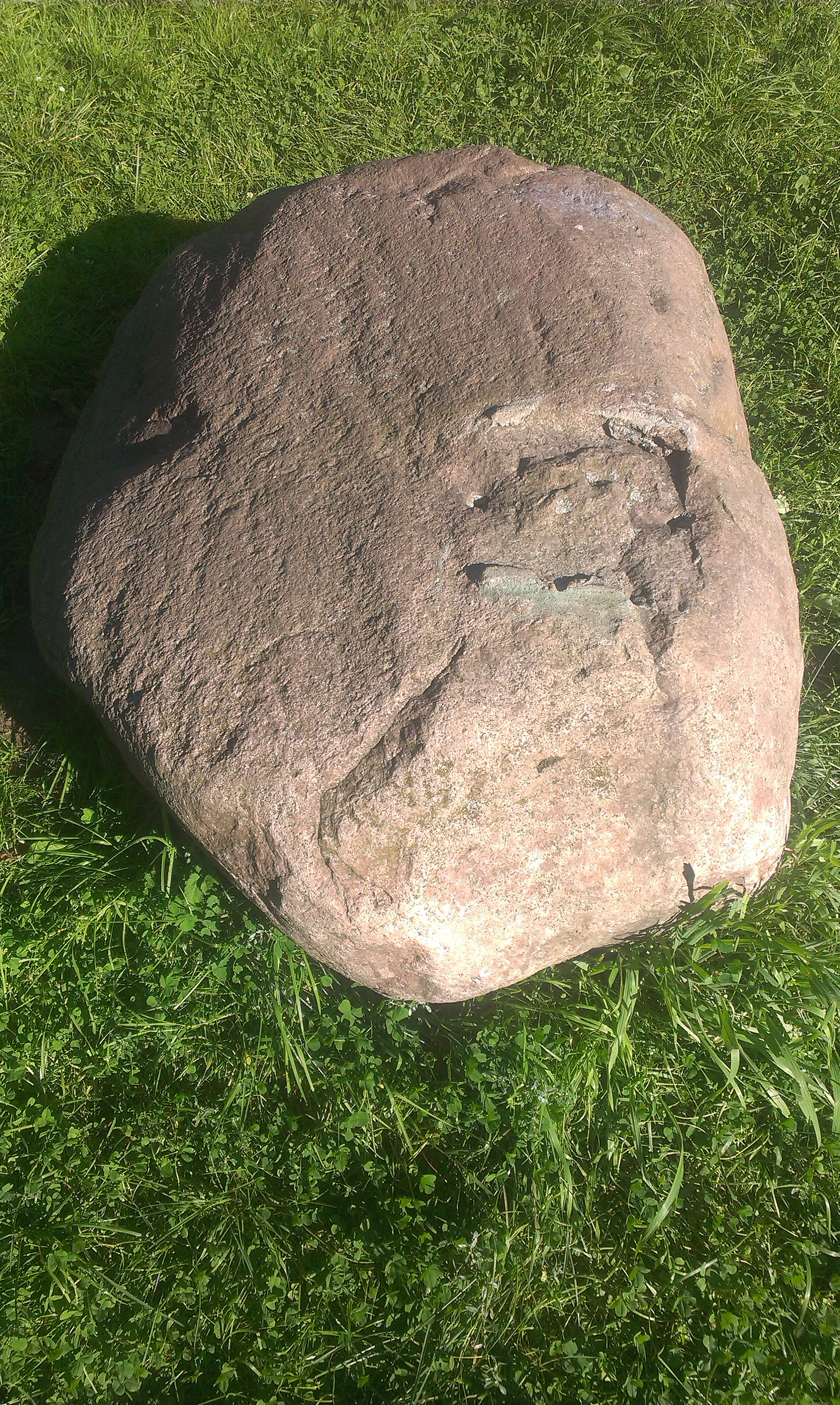
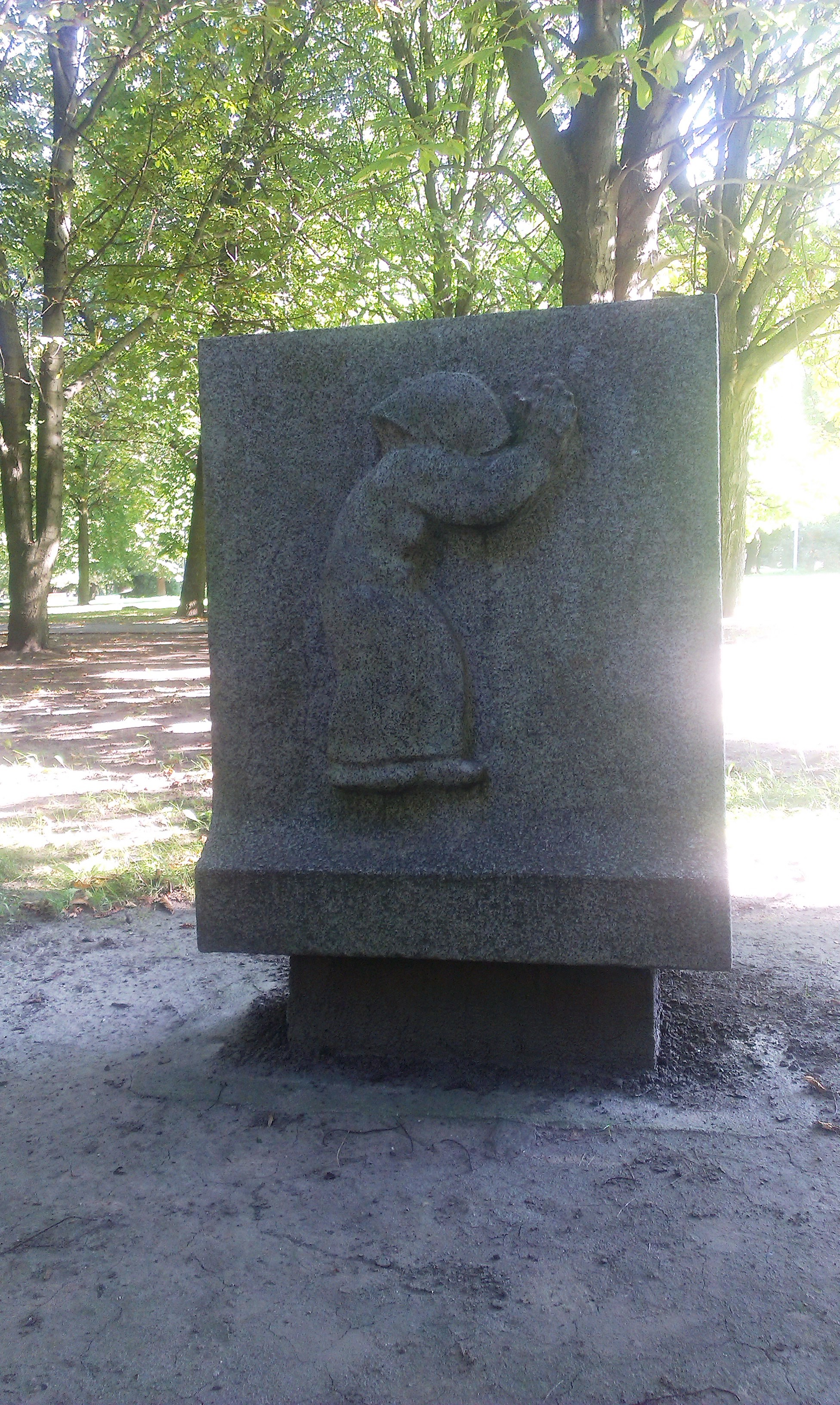